# Manlai, Ömnögovi
Manlai (tiếng Mông Cổ: Манлай) là một sum của tỉnh Ömnögovi ở miền nam Mông Cổ. Vào năm 2009, dân số của sum là 2.450 người.

## Địa lý
Sum có diện tích khoảng 12.418 km2. Trung tâm sum, Uizen, nằm cách tỉnh lỵ Dalanzadgad 224 km và thủ đô Ulaanbaatar 550 km.

### Khí hậu
Manlai có khí hậu hoang mạc. Nhiệt độ trung bình hàng năm trong khu vực là 8 °C. Tháng ấm nhất là tháng 7, khi nhiệt độ trung bình là 29 °C và lạnh nhất là tháng 1, với −13 °C. Lượng mưa trung bình hàng năm là 163 mm. Tháng ẩm ướt nhất là tháng 7, với lượng mưa trung bình là 50 mm, và khô nhất là tháng 2, với 2 mm.

## Kinh tế
Sum có một trường học, bệnh viện, khu điều dưỡng, trung tâm thương mại và nhà văn hóa.